# Henschel Hs 121
Die Henschel Hs 121 war ein deutsches einsitziges Schulflugzeug für die Fortgeschrittenenausbildung. Die Bezeichnung offizieller Stellen lautete „Übungseinsitzer“.

## Entwicklung
Die Hs 121 wurde 1933 von Friedrich Nicolaus und Hans Regelin konstruiert und von den Henschel-Flugzeug-Werken in Johannisthal im Auftrag des Reichsluftfahrtministerium (RLM) zeitgleich mit zwei als Hs 125 V1 und V2 bezeichneten und als Tiefdecker ausgeführten Prototypen der gleichen Kategorie (Werk-Nr. 2 und 3) gebaut. Für den als Werkpilot vorgesehenen, aber kurz zuvor am 5. Dezember 1933 in Rechlin tödlich verunglückten Walter Kneeser startete Nikolaus Scheubel, Direktor des Aerodynamischen Instituts der TH Darmstadt, mit dem ersten Versuchsflugzeug (Werk-Nr. 1), der Hs 121 V1, am 4. Januar 1934 zum ersten Werkflug. Bei einer Bruchlandung am 30. Januar 1934 wurde die Hs 121 V1 so stark beschädigt, dass sich eine Reparatur nicht mehr lohnte. Stattdessen stellte man eine weitere Hs 121 als zweites Versuchsmuster unter der Werknummer 7 her. Sie flog erstmals am 24. September 1934. Bei ihr wurde der Rumpf verstärkt, das Seitenleitwerk vergrößert, das Höhenleitwerk abgestrebt sowie dem Fahrwerk eine zusätzliche Abstrebung zum Rumpf hinzugefügt. Nach mehreren Erprobungsflügen wurde die Hs 121 V2, nachdem sie ihr Kennzeichen D-EOVA erhalten hatte, zusammen mit der Hs 125 V2 (Werknummer 3) im Oktober 1936 an die Deutsche Versuchsanstalt für Luftfahrt (DVL) verkauft und am 10. Dezember 1936 in Schönefeld abgeholt.

## Konstruktion

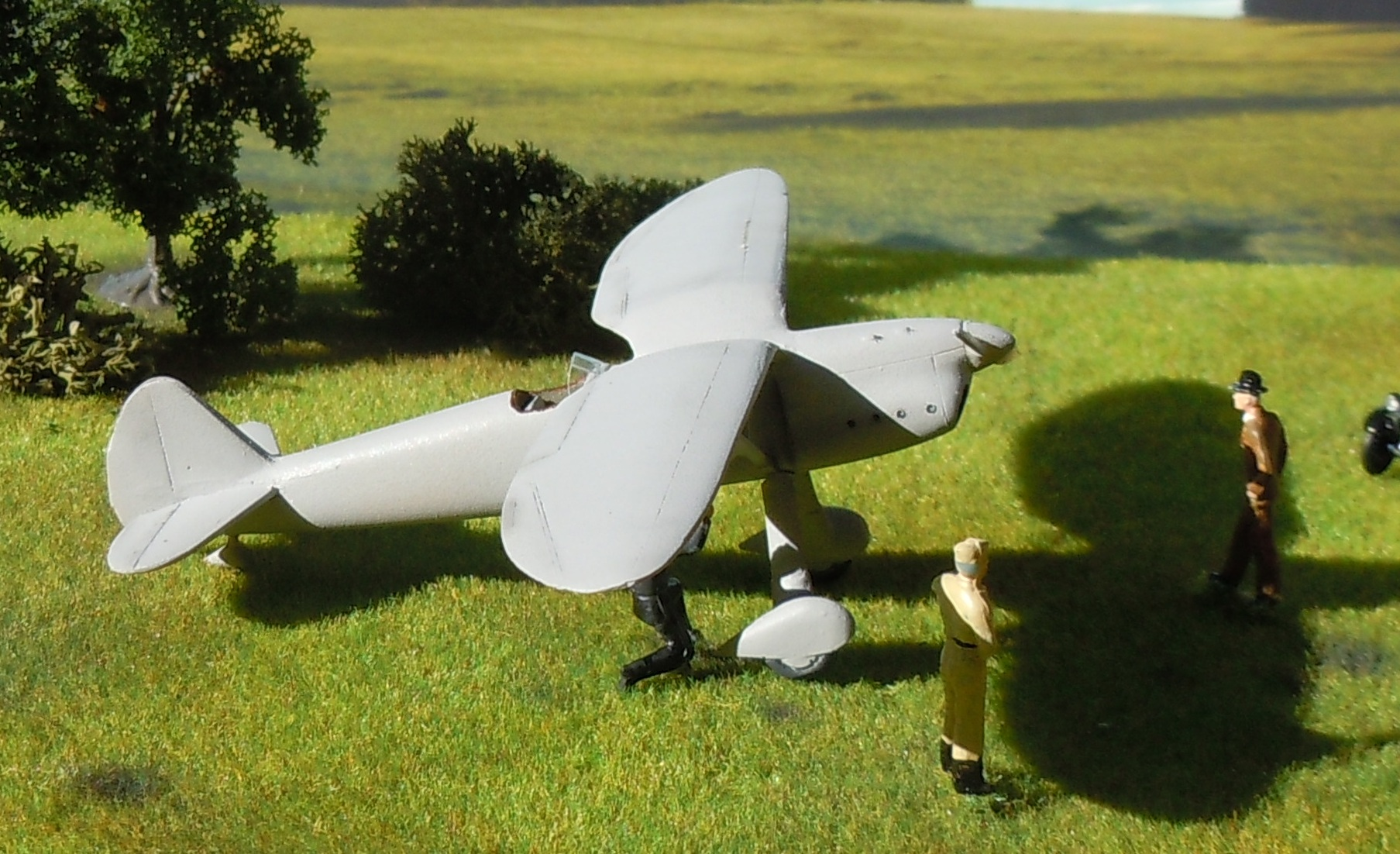
Henschel Hs 121, Modell

- Flügel: Schulterdeckerbauweise mit Knick; zweiteiliger, zweiholmiger Ganzmetallflügel mit teilweise stoffbespannten Unterseiten und Querrudern; Landeklappen vom Knick bis zu den Querrudern reichend, durch Schneckengetriebe betätigt; beide Flügelhälften durch zwei Parallelstiele abgefangen.
- Rumpf: Leichtmetallrumpf in Schalenbauweise mit ovalem Querschnitt; Motor durch große Klappen zugänglich
- Leitwerk: einfaches, verspanntes Leitwerk in Ganzmetallbauweise, Ruder stoffbespannt
- Fahrwerk: starres Spornradfahrwerk; Haupträder an freitragenden Federbeinen mit Uerdinger Ringfederung, stromlinienförmig verkleidet, Spornrad ebenfalls verkleidet
- Triebwerk: ein luftgekühlter 8-Zylinder-V-Motor vom Typ Argus As 10C mit 240 PS Startleistung; Zweiblatt-Einstell-Luftschraube aus Holz

## Technische Daten

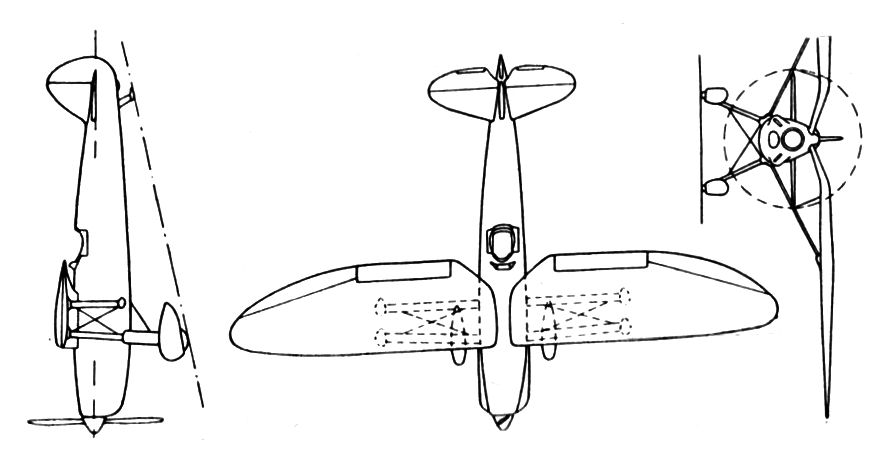
Dreiseitenriss

| Kenngröße             | Daten                                |
| --------------------- | ------------------------------------ |
| Besatzung             | 1                                    |
| Länge                 | 7,30 m                               |
| Spannweite            | 10,00 m                              |
| Flügelfläche          | 14,00 m²                             |
| Flügelstreckung       | 7,1                                  |
| Höhe                  | 2,30 m                               |
| Leermasse             | 710 kg                               |
| Startmasse            | 960 kg                               |
| Höchstgeschwindigkeit | 278 km/h                             |
| Dienstgipfelhöhe      | 6500 m                               |
| Reichweite            |                                      |
| Triebwerke            | 1 × Argus As 10C mit 240 PS (177 kW) |
| Bewaffnung            | –                                    |